# Michael Ende
Michael Andreas Helmuth Ende, född 12 november 1929 i Garmisch-Partenkirchen, Bayern, död 28 augusti 1995 i Filderstadt-Bonlanden, Baden-Württemberg, var en tysk författare. Han är känd för bland annat fantasyböckerna Den oändliga historien, Momo eller kampen om tiden och Sju timmar till midnatt.
Ende växte upp i München. Hans far Edgar Ende var en konstnär vars surrealistiska konst under 1930-talet bedömdes som Entartete Kunst av Goebbels Kulturkammer. Detta medförde yrkesförbud för Edgar Ende. Flera av faderns judiska vänner skickades till koncentrationsläger. Spegeln i spegeln är en samling berättelser till faderns bilder. 
När Michael Ende som tonåring blev inkallad i slutet av kriget för att skickas mot de amerikanska trupperna, tog han i stället kontakt med motståndsgruppen "Frihetsaktion Bayern", där han aktivt medverkade som kurir. 
Efter kriget skulle Ende fullfölja sina studier, men hans håg stod till att skriva och allra helst för teatern. År 1948 kom han in på en teaterskola i München och ett par år senare fick han några småroller på en landsortsteater men hade ingen större framgång. 
Genom sin blivande fru, som var skådespelerska, fick han tillfälle att bli verksam som skådespelare och fick även regiuppdrag vid Volksteater i München och skrev också sketcher och visor för politiska och litterära kabaréer. Han var gift med skådespelerskan Ingeborg Hoffman. Emde flyttade till Italien 1971, men återvände 1985 till Västtyskland efter hustruns död.
Ende har sina rötter i romantiken. Han är också influerad av teatern, vilket kan märkas i Momo - eller kampen om tiden. Hans bok Den oändliga historien har filmatiserats, både som film och som TV-serie. Filmen Den oändliga historien kom 1984, och även om den blev en succé, så blev Ende själv väldigt missnöjd med den. När Momo - eller kampen om tiden skulle filmatiseras (som Momo) såg Ende till att själv få en roll i filmen, så att han kunde följa filminspelningen på plats.
År 2001 filmatiserades Den oändliga historien som TV-serie, då med titeln Berättelser ur Den Oändliga Historien och denna serie är väldigt löst baserad på boken.

## Böcker översatta till svenska
- Jimmy Knapp och lokföraren Lukas (översättning Ingegärd Martinell, Svensk läraretidning, 1962, ill. F. J. Tripp). Ny översättning av Roland Adlerberth, Bergh, 1985, ill. Reinhard Michl) (Jim Knopf und Lukas der Lokomotivführer)
- Den lilla drömätaren (översättning Jan Eklind, Tiden, 1978, bild: Annegert Fuchshuber) (Der Traumfresserchen)
- Momo eller kampen om tiden: en sagoroman (översättning Roland Adlerberth, Bergh, 1980, ill. av förf.) (Momo oder Die seltsame Geschichte von den Zeit-Dieben und von dem Kind, das den Menschen die gestohlene Zeit zurückbrachte)
- Den oändliga historien (översättning Roland Adlerberth, Bergh, 1981, bilder av Roswitha Quadflieg) (Die unendliche Geschichte)
- Filemon Skrynkelrik (översättning Maj Samzelius, Pandemos, 1986, bild: Christoph Hessel) (Filemon Faltenreich)
- Jimmy Knapp och de tretton sjörövarna (översättning Ingrid Windisch, Bergh, 1986, ill. Reinhard Michl) (Jim Knopf und die Wilde 13)
- Spegeln i spegeln: en labyrint (översättning Ingegärd Martinell, Bergh, 1987, bilder av Edgar Ende) (Der Spiegel im Spiegel)
- Norbert Tjocknacke eller Den nakna noshörningen (översättning Öjevind Lång, Bergh, 1988, bild: Reinhard Michl) (Norbert Nackendick oder Das nackte Nashorn)
- Ofelias skuggteater (översättning Ingrid Windisch, Bergh, 1988, bild: Friedrich Hechelmann) (Ophelias Schattentheater)
- Sju timmar till midnatt (översättning Ingegärd Martinell, Bergh, 1990, ill. av Regina Kehn) (Der satanarchäolügenialkohöllische Wunschpunsch)
- Den långa vägen till Santa Cruz (översättning Ingegärd Martinell, Bergh, 1993) (Der lange Weg nach Santa Cruz)

## Priser och utmärkelser
- Deutscher Jugendbuchpreis 1961 för Jimmy Knapp och lokföraren Lukas
- Deutscher Jugendbuchpreis 1974 för Momo
- Deutscher Jugendbuchpreis 1980 för Den oändliga historien
- Hugo Jacobpreis 1967
- Europäischer Jugendbuchpreis 1974 för Momo och 1981 för Den oändliga historien
- Janusz Korczak-priset 1981
- Japanskt kulturpris[förtydliga] 1982 för bästa översatta bok
- Holländska ungdomsbokpriset Silvergriffeln 1983